# Osobní strážce (film)
Osobní strážce (v anglickém originále The Bodyguard) je americký romantický thriller film natočený roku 1992. Hlavními postavami jsou Whitney Houston a Kevin Costner. Při rozpočtu 25 milionů amerických dolarů dosáhl výdělku ca 411 milionů USD. Film režíroval Mick Jackson.

## Děj
Film vypráví o slavné americké zpěvačce Rachel Marronové (Whitney Houston), které hrozí nebezpečí ze strany jejího fanouška. Role jejího ochránce se chopí Frank Farmer (Kevin Costner), bývalý agent tajné služby a osobní strážce mnoha významných osob. Vztah mezi nimi eskaluje až v milostný.

## Obsazení
| Whitney Houston        | Rachel Marron – zpěvačka                                                                        |
| Kevin Costner          | Frank Farmer – vysloužilý agent tajné služby, který byl osobním strážcem několika slavných osob |
| Michele Lamar Richards | Nicky Marro – sestra Rachel                                                                     |
| DeVaughn Nixon         | Fletcher – syn Rachel                                                                           |
| Tomas Arana            | Portman – bývalý agent a přítel Franka                                                          |
| Mike Starr             | Tony – strážce Rachel                                                                           |